# Pascal F.E.O.S.
Pascal F.E.O.S., geboren als Pascalis Dardoufas (Bad Nauheim, Hessen, 11 maart 1968 – 9 mei 2020), was een Duitse dj en producer die vooral op het gebied van techno, trance en ambient house actief was. Ook was hij deel van het tranceduo Resistance D en het ambient-housetrio Aural Float. Hij was tevens eigenaar van de labels Hey Babe! en Planet Vision. De letters in zijn artiestennaam zijn een acroniem voor From the Essence of Minimalistic Sound. Hij stierf in 2020 aan maagkanker.

## Biografie
Pascal Dardoufas werd in 1968 in Duitsland geboren, maar heeft Griekse voorouders. Halverwege de jaren tachtig begint hij als dj in de clubs door het hele land. In 1989 ontmoet hij Maik Maurice. Met hem richt hij de act Resistance D. op. Ze brengen in 1991 de eerste single Cosmic Love uit. Deze doet het goed in de dan opkomende trance-scene in Frankfurt. Een overzicht van deze scene mixt hij in 1996 op het album Pascal F.E.O.S. - The Frankfurt Hardtrance History (1996) bij elkaar. Zelf brengt hij in 1992 als Sonic Infusion de single Magnifica uit op het label van Sven Väth. Ook maakt hij enkele tracks met producers als Pete Namlook en Dr. Atmo. Met Namlook vormt hij ook het ambienthouseproject Hearts of Space, waarvan een gelijknamig album wordt uitgebracht. Met Laurent Garnier vormt hij eenmalig het project Dune, waarvan de ep The Alliance (1994) verschijnt. In 1994 brengt Resistance D het debuutalbum Ztringz of Life uit. In 2000 krijgt dat nog een vervolg met A Modern World of Today. In 1994 richt hij het label Planet Vision op, waarop een groot deel van zijn eigen werk verschijnt.
Dardoufas is vanaf 1995 ook deel van de formatie Aural Float. Dit samen met Gabriel Le Mar en Alex Azary. Ze brengen in 1995 het ambienthousealbum Introspectives uit. Dit krijgt nog vervolg met Freefloat (2001) en Beautiful Someday (2005). Ook mixen ze een vijftal platen onder de naam Space Night voor een Duits tv-programma waar men een ruimtevlucht simuleert. Vanaf 1993 begint hij steeds intensiever de naam Pascal F.E.O.S. te gebruiken. Hij werkt in 1996 eenmalig samen met Mark Spoon van Jam & Spoon voor een themasingle voor de party Rave City. Dat resulteert in de hardtrance-track The City: Bigger And Better. In 1999 verschijnt met From the Essence of Minimalistic Sound het eerste album onder de naam Pascal F.E.O.S., met daarop dansvloergerichte techno. Deze sound zet hij voort op de albums die volgen onder zijn eigen naam. In 2002 stapt hij weer even terug naar trance door zijn oude alter ego Sonic Infusion nieuw leven in te blazen voor het album. De albums die daarna verschijnen bieden de luisteraar weer techno met invloeden uit house en trance. Veel potten breken die albums niet, maar als dj blijft Pascal F.E.O.S. op feesten. In 2010 werkt hij ook nog samen met Paul Johnson aan het nummer Girlfunk. Hij wordt echter ziek en kan dit niet overwinnen. Hij sterft op 9 mei van 2020 aan maagkanker.

## Discografie

### Albums
- Hearts of Space - Hearts of Space (1993)
- Resistance D. - Ztringz of Life (1994)
- Aurel Float - Introspectives (1995)
- Pascal F.E.O.S. - The Frankfurt Hardtrance History (1996)
- From the Essence of Minimalistic Sound (1999)
- Resistance D. - A Modern World of Today (2000)
- Remixes (2000)
- Aurel Float - Freefloat (2001)
- Sonic Infusion – Reformatted (2002)
- Self Reflexion (2003)
- Aurel Float - Beautiful Someday (2005)
- Synaptic (2006)
- Terra Bong! (2010)
- Departed 2 Return Vol.1 (2013)
- Departed 2 Return Vol.1 (2013)

- Gemeinsame Normdatei: 134929888
- MusicBrainz: d03b58fa-26c4-451b-bc9e-b8ea2f283796
- Virtual International Authority File: 79862105
- WorldCat: E39PBJmpfdkJwqPyVpF68VG8md